# 王积翁
王积翁（1229年—1284年），字良存，一字良臣，南宋末年、元朝初年福建福宁州赤岸（今福建霞浦县）人。
1245年（宋理宗淳祐五年）入国子监求学。次年，以荫补承务郎，历任富阳知县、临安府通判、徽州知事兼都督兵马府参议等职。1276年，宋端宗在福建即位，任命王积翁为宝章阁学士、福建制置使。元军攻打福建，王积翁以全闽八郡图籍降元，1278年，到上都觐见世祖忽必烈，元朝赐给他金虎符，担任中奉大夫、刑部尚书、福建道宣慰使，兼提刑按察使，1280年，擢升为户部尚书。1282年，不久改任江西行省参知政事。1284年，以为国信使，宣谕日本，至日本对马岛，水手任甲哗变，将他杀害。著作有《平心录》四卷。1312年元仁宗加赠他为荣禄大夫、平章政事、上柱国，追封闽国公，改谥忠愍。身後由黃溍攥《故叅知政事行中書省事國信使贈榮祿大夫平章政事上柱國追封閩國公諡忠愍王公祠堂碑》，收錄于《金華黃先生文集》卷八。另有元明善作《閩國公王忠愍祠堂記》，收錄于《霞浦凤城王氏家谱》。其子王都中等。